# Кароліна Білявська
Кароліна Білявська (пол. Karolina Bielawska; нар. 11 квітня 1999 року, Лодзь, Польща) — польська модель, переможниця конкурсу «Міс світу 2021». Раніше вона була коронована як Міс Польща у 2019 році.

## Біографія
Білявська народилася 11 квітня 1999 року в польському місті Лодзь. Вона студентка бізнесу зі ступенем бакалавра з менеджменту та навчається в магістратурі.
У 2019 році Білявська представляла Лодзь на «Міс Полонія-2019» і виграла титул, що зробило її кандидатом на «Міс світу-2020» від Польщі. Міс Світу 2020 скасовано через пандемію COVID-19. Вона зберегла титул Міс світу Польща 2021 року.
Білявська представляла Польщу на конкурсі «Міс Світу 2021», який проходив у Сан-Хуан, Пуерто-Рико. 16 березня 2022 року вона виграла конкурс. Вона стала другою володаркою титулу з Польщі, першою стала Анета Кренглицька, яка виграла конкурс у 1989 році.